# بيرامد هد

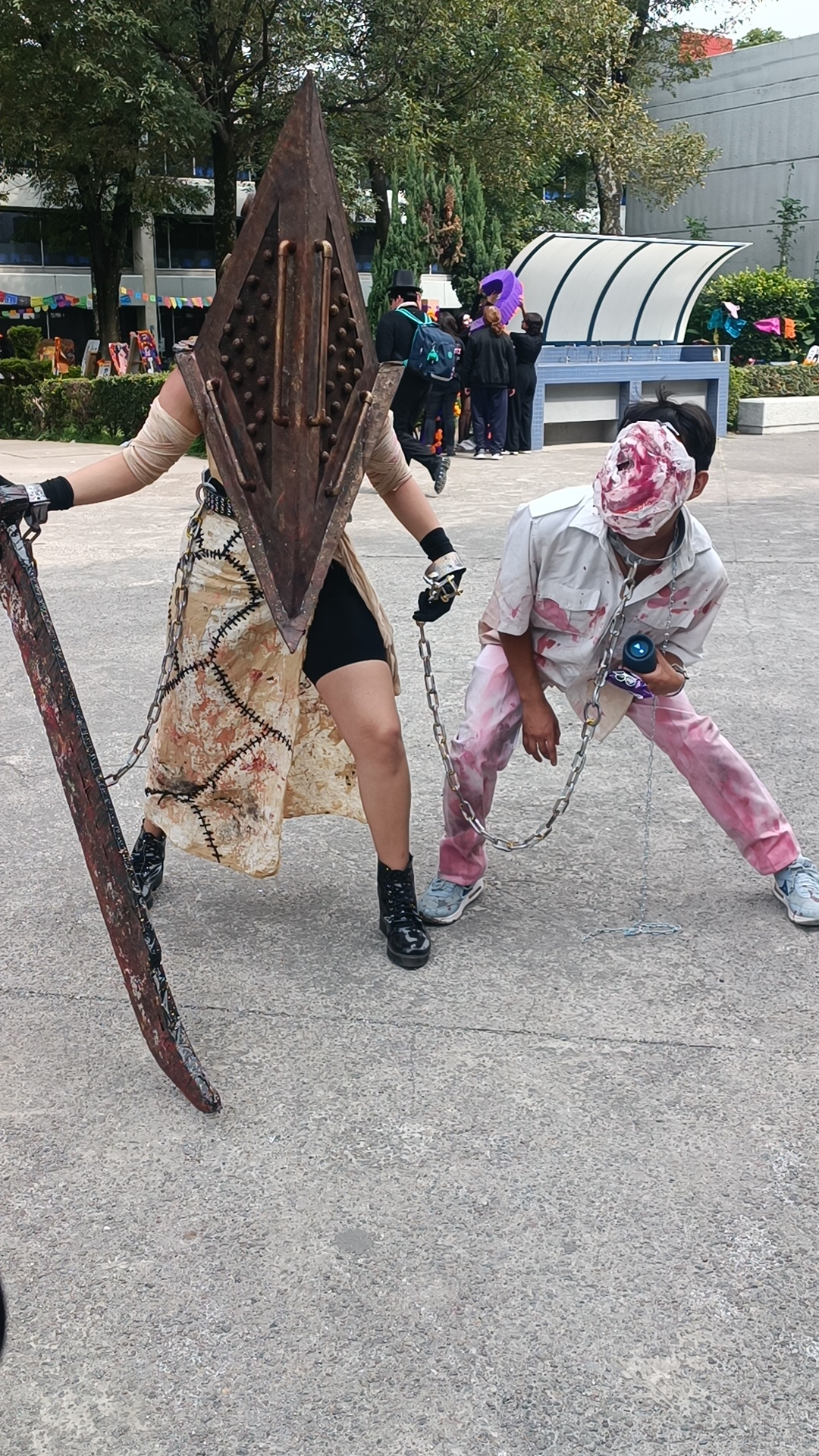
شخصية بيرامد هد

بيرامد هد (بالإنجليزية: pyramid head)‏ هو شخصية وهمية من سلسلة سايلنت هيل لرعب البقاء المنشورة بواسطة كونامي.
تجسد ظهوره الأول في لعبة سايلنت هيل 2 المنشورة عام 2001 بحيث يلاحق الشخصية الرئيسية جايمس سندرلاند الذي يبحث عن زوجته المتوفية. ظهر في اجزاء عدة أخرى إضافة إلى عدد من الافلام.

## قصته
قيل أن هناك رجل عرض أفعى للشمس وصلّى طلبا للخلاص...
و قيل أن هناك امرأة عرضت قصبةً للشمس وصلت طلبا للبهجة..
حينها عم العالم شعور بالشفقة على هذين الإثنين وعندها تمت ولادة الاله..
و لقد ولد هذا الاله آلهة أخرين...
الاله الأحمر اكشيلبارا...
و الاله الأصفر لوبسيل فيث...
الاله الأصفر هو فالتيل Valtiel.. الذي يدير الصمامات وينقلك بين العالم البديل والعالم الحقيقي في سايلنت هيل 3 ..
و الصمامات ترمز إلى السماح والمنع وهنا المقصود السماح بانتقالك إلى العالم الكابوسي والعالم الحقيقي والمنع يقصد منع هيذر من الموت لإنها هي التي ستلد الاله وهي محصورة بين دائرة لا منتهية من الحياة والموت والانبعاث من جديد بواسطة فالتيل.
الاله الأصفر ملاك الألغاز والغموض.. وعاء جنين الاله... أمّ الاله نسخة طائفة The Order من Raziel(وكيل الاله في السماوات، وأحد أكثر الآلهة العليا قدسية)، يمثل في اللّعبة Alessa...
و هنا الاله الأحمر هو ذو الرأس الهرمي... مطبق الأحكام..
الاله الأحمر ملاك الانبعاث، وكيل الاله في الأرض، نسخة طائفة the orderمنMetatron (ملاك الضوء ومانح بذرة الاله في أحشاء الأم المقدسة)... خادمه وساعده الأيمن هوالوحش Valtiet ....
هنالك بعض السمات المتشابهة بين فالتيل وذو الرأس الهرمي، في الحقيقة إذا أزلت خوذة ذو الرأس
الهرمي ستجد هيئته الجسدية متقاربة مع فالتيل، أيضا زيّ ذو الرأس الهرمي صيغ أساساً من فالتيل، ولهذاهما متشابهان. لكنهما ليسا من فصيلة المخلوقات نفسها، فقد قدّس أعضاء الطائفة صورة فالتيل ودمجوها مع ثوب أعضاء الطائفة الذين ينفذون أحكام إعدام في السجون (ومنهم ذو الرأس الهرمي Pyramid Head).

## دوره في سايلنت هيل
كانت مدينة التل الصامت في الماضى مدينة جميلة ومصيف سياحي للزوار... لكن بسبب الحروب وتعذيب الأسرى في السجون وتطبيق الإعدام بأفظع الطرق... حيث يخيرون المجرم بين طريقتين في الموت إما الشنق أو طريقة إعدام أخرى شنيعة يستخدم فيها سيخ حديدي... كانت هذه هي أهم الأسباب التي أدت لتحول المدينة...
فقد أدت هذه الأفعال الشنيعة إلى خروج قواها الخفية... جاعلة منها مدينة غامضة مخيفة... التي تستدعي القتلة والمجرمين والأثمين إليها...
شاعرين بنداء خفي في قلوبهم حين تستدعيهم المدينة... شعور ورغبة في إجابة الدعوة... وأصبحت مدينة التل الصامت وعاء يحوي خطايا البشر.. ماضيهم وألامهم وتطبق عدالتها عليهم....
سايلنت هيل أصبحت مدينة تتميز فقط بضبابها الأبدي.. نهارها المقفر.. ظلامها السرمديّ... ومخلوقاتها الشنيعة...
و هنا يبرز دور ذو الرأس الهرمي... حيث هو الذي يطبق الحكم على الخطاة بأفظع الطرق الممكنة... هو تجسيد كونته المدينة لمنفذي الإعدام الوحشيين في تاريخ المدينة... وعينته كاله من آلهتها.
و سوف تلاحظ ظهور صورة ذو الرأس الهرمي في اللعبة وصورته مع الضحايا المعلقة ورائه تؤكد الماضي الأسود للتل الصامت...

## ظهوره في أجزاء سايلنت هيل

### ساليلنت هيل 2

#### الظهور الأول
في مشهد لن ينساه عاشقين ساليلنت هيل 2 أبدا... أول ظهور للرأس الهرمي...
حين يدخل جيمس في غرفة مظلمة... يسمع أصوات تمزيق وصراخ... فيرى ذو الرأس الهرمي يستمتع بقتل بعض الوحوش... فيسرع جيمس للاختباء بالخزانة ويشاهد ذو الرأس الهرمي يتابع قتله للوحوش...
و عندما إنتهى ذو الرأس الهرمي وأراد الخروج نظر إلى الخزانة التي إختبأ بها جيمس وهنا إكتشف جيمس أنه نسي إغلاق المصباح.. يا للهول... وأصبح يطلق الرصاص بجنون على ذو الرأس الهرمي من مخبأه ولكن ياللغرابة لم يفعل ذو الرأس الهرمي غير التحديق به ثم الذهاب..
حينها يتنفس جيمس الصعداء.

#### الظهور الثاني
ظهروه الثاني كان كزعيم يجب مقاتلته... حين يقابله جيمس يرى ذا الرأس الهرمي عاكف على قتله لوحش ويبدو كأنه كان يؤكله... حينها يحاول جيمس
الهرب لكن لا مفر جميع المخارج من المكان مغلقة... فبدأ القتال من حسن الحظ أن ساطور ذو الرأس الهرمي يبطأ من حركته بشكل كبير... وتنتهي المقاتلة عند دوي صفارات إنذار سايلنت هيل حينها ينسحب ذو الرأس الهرمي من المقاتلة ويختفي وسط الماء الذي يملأ الدرج...

#### الظهور الثالث
ظهوره هذي المرة كان على سطح المستشفى حين رمى جيمس من أعلى السطح ثم تستيقظ من إغمائك فتجد نفسك في أحد غرف المستشفى...

#### الظهور الرابع
ظهوره الرابع كان في عرض يجمع جيمس وماريا الذان تفاجئا بسعي ذو الرأس الهرمي ورائهما حينها يهربان بأقصى سرعة... ويدخل جيمس المصعد وعندما حاولت ماريا الدخول إليه أغلق المصعد جزئيا.. وإخترقها ساطور ذو الرأس الهرمي من وسطها فماتت... حينها يحمل المصعد جيمس المحطم لمقتلها أمام عينيه دون أن يقدر على مساعدتها...لكنه يتفاجأ برؤيتها حية مرة أخرى دون أي أثر للجراح التي سببها لها ذو الرأس الهرمي !!!

#### الظهور الخامس
ظهوره هذا المرة كان مع قرينه.. إثنين من ذوي الرأس الهرمي يعدمان ماريا المقلوبة رأسا على عقب برماحهما.. وتبدأ مقاتلة شديدة بينهما وبين جيمس الغاضب.. وتنتهي المعركة بانتحار ذوي الرأس الهرمي برماحهما التي ضربا بها عنقهما وسوف تحصل على بيضتين من كل منهما لفتح الباب الذي يؤدي إلى الزعيم الأخير...

### سايلنت هيل 6

#### الظهور الأول
كان أول ظهور له في الجزء السادس في بداية اللعبة... حيث تكون مقيدا وأمامك باب يظهر عليه ظل ذو الرأس الهرمي وهو يقتل طبيبا ويشطره نصفين... وعندما تخرج من الغرفة عبر ذاك الباب سوف تجد أثار دماء وأثار سحب... حيث جر ذو الرأس الهرمي الجثة لمكان أخر... وسوف تجد أجزاء الجثة في مكانين مختلفين...

#### الظهور الثاني
ظهوره الثاني كان نهاية المرحلة الأولى... حيث تكون موجودا في مصعد وتسمع أثار سحب شيء معدني على الأرض _ الساطور _ وحينها يفزع أليكس كثيرا ويلتفت حول نفسه بجنون بحثا عن مصدر الصوت... ثم هووووب يقتحم ساطور الرأس الهرمي المصعد وثم يستيقظ أليكس من نومه ليكتشف أن كل ما مر به هو مجرد كابوس فظيع... وها هو ذا أليكس بشاحنة أحد أصدقائه يوصله لبلدته «شيبيرد»...
أي أول وثاني ظهور للرأس الهرمي كان مجرد حلم... ولكن لماذا ظهر؟!!!

#### الظهور الثالث
ظهوره الثالث كان في مدينة سايلنت هيل... حيث تكون في أحد الفنادق المخيفة تبحث عن أخيك الصغير جوش... ثم تجد الممر مهدم وأثار حطام ملقية على الأرض.. ثم تسمع أثار زحف الساطور...
تنظر أمامك لتجد ذو الرأس الهرمي يمشي بتؤدة وحينها يختبئ أليكس سريعا خلف الحطام... وفجأة يلتفت ذو الرأس الهرمي ويحدق في مكان اختباء أليكس... ثو يتابع سيره ويذهب..

#### الظهور الرابع
هنا كان ظهوره في نهاية معركة أليكس مع والده حيث تخير بين خيارين يؤثران في نهاية اللعبة إما أن تسامح أبوك أو لا تسامحه... أي كان خيارك فسوف يصرخ أليكس به ويأتي ذو الرأس الهرمي فجأة ويقتل والد أليكس بساطوره... ثم يختفي فجأة كما ظهر فجأة دون أي أن يمس أليكس بأي سوء...
و في أحد نهايات SH6 يتحول أليكس لذو الرأس الهرمي... حيث يمسكوه اثنان من ذوي الرأس الهرمي ويثبتوه على كرسي ويضعوا على رأسه الخوذة الهرمية فيتحول أليكس إلى أحد ذوي الرأس الهرمي...

### ساليلنت هيل الفلم

#### الظهور الأول
أول ظهور له كان مرعبا بحق... روز إنتقلت للعالم الكابوسي... ولقد إستولى عليها اليأس فأخذت بالبكاء وإلا تسمع صوت زحف الساطور وإلا بحشرات مقرفة تحيط بذو الرأس الهرمي القادم نحوها.. وتسرع روز بالهرب ثم تسقط على الأرض... فتسرع الشرطية سيبيل «الشرطية المعروفة بالجزء الأول» بسحبها ودخلا غرفة وأغلقا الباب ويحاول ذو الرأس الهرمي الدخول فلم يستطع فيدخل ساطوره من خلال الباب ويحاول اقتناصهما لكنه لم يستطع أن يسبب لهما أذى إلا الرعب... ومن خلال الفتحة الكبيرة التي خلفها الساطور أدخل يده وحاول إبعاد
القضيب الذي يغلق الباب فتصيبه سيبيل بمسدسها على يده فيتوقف عن المحاولة ويذهب... فيرجع العالم الكابوسي إلى العالم الطبيعي...

#### الظهور الثاني
ظهوره الثاني عندما إنطلقت صفارات التل الصامت تحذر من أن الانتقال بين العالمين سيحدث الآن... فيهرع كل من في المدينة للهروب إلى الكنيسة التي هي المكان الوحيد الذي لا يمسه الظلام عند تحول المدينة إلى صورتها الكابوسية... فيهرب الجميع إليها ولكن قبل دخول روز وسيبيل إلى الكنيسة تسمعان صوت صراخ فظيع من خلفهما...
فينظران وإذا بذو الرأس الهرمي ممسك بـــ آنا «أحد الفتيات من أتباع الطائفة»
و يخنقها ثم يقتلها بشكل مرعب بحيث أحرق جلدها وثم ألقاها جانبا... فتدخل روز وسيبيل إلى الكنيسة حتى لا تكونا الضحية القادمة... فيغلق باب الكنيسة خلفهما... فيلقي بجلد آنا على الباب ...
و هذا كان الظهور الأخير له في الفلم ... وكان رائعا جدا ..